# Lake Simcoe
Der Lake Simcoe ist ein See im Süden der kanadischen Provinz Ontario.

## Lage
Der See befindet sich etwa 70 km nördlich der Metropole Toronto. Entwässert wird er durch den Severn River und ist somit Bestandteil des Einzugsgebietes des Sankt-Lorenz-Stromes. Weiterhin ist der See Teil des Trent-Severn-Wasserweges. Dieser verläuft von der Georgian Bay des Huronsee über die Kawartha Lakes und den Otonabee River zum Rice Lake und über den Trent River weiter zur Bay of Quinte des Ontariosee.
Er ist einer der größten Seen der Provinz, wobei er allerdings weitaus kleiner als die Großen Seen und der Nipigonsee ist. Zur Zeit der ersten europäischen Erkundungen im 17. Jahrhundert wurde der See von den Wyandot Ouentironk („Schönes Gewässer“) genannt. Er war auch als Lake Toronto bekannt. Frühe französische Händler nannten ihn Lac aux Claies, den „See der Wehre“, wegen der vielen Fischwehre, die dort gefunden wurden. Seinen heutigen Namen erhielt der See von John Graves Simcoe, dem Vizegouverneur von Oberkanada im späten 18. Jahrhundert.
Der See ist ca. 30 Kilometer lang und 25 Kilometer breit. Er erstreckt sich über eine Fläche von 723 km² (mit dem Lake Couchiching hat er eine Gesamtfläche von 773,96 km²) und ist damit rund 1,3-mal so groß wie der Bodensee. Die maximale Wassertiefe beträgt 41 m. Im Lake Simcoe befinden sich mehrere kleinere und größere Inseln. Die größte Insel ist Georgina Island, kleinere Inseln sind Thorah Island, Strawberry Island, Snake Island und Fox Island.
Der See ist umgeben vom Simcoe County, der Durham Region und der York Region. Größere Städte am Ufer des Sees sind Barrie und Orillia.
Der Lake Simcoe ist Teil eines größeren, prähistorischen Sees, dem Algonquin, aus dem auch der Huronsee, der Michigansee, der Obere See sowie mehrere kleinere Seen entstanden.
Laut einigen Kryptozoologen soll im See ein seehundeähnliches Ungeheuer, der Igopogo leben. Weil das Tier in der Kempenfelt Bay, im westlichen Teil des Sees, angeblich gesichtet wurde, wird es Kempenfelt Kelly genannt.

## Seefauna
Im Lake Simcoe werden folgende Fischarten gefangen: Glasaugenbarsch, Forellenbarsch, Schwarzbarsch, Hecht, Amerikanischer Flussbarsch, Crappie, Sonnenbarsche, Amerikanischer Seesaibling, Heringsmaräne und Getüpfelter Gabelwels (Ictalurus punctatus). Ganzjährig geschützt sind Muskellunge, See-Stör und Amerikanische Kleine Maräne (Coregonus artedi).